# Saint-Yves, l'Aîné
Pierre de Saint-Yves (3 mai 1660 - 4 novembre 1716) était un peintre français des XVIIe et XVIIIe siècles.

## Origine
Pierre (de) Saint-Yves naquit le 3 mai 1660 aux alentours de Maubert-Fontaine (Ardennes), dans une famille liée à Marie de Guise
Il monta à Paris dans les années 1670 avec son frère cadet Charles de Saint-Yves (1667-1733), tous deux en qualité de page de leur protectrice.
Ayant obtenu une pension du Roi, Saint-Yves passa trois ans à l'Académie de France à Rome  avant de revenir s'établir à Paris.

## Carrière
Il fut reçu le 28 janvier 1708 à l’Académie royale de peinture et de sculpture comme peintre d'histoire et mourut à Paris le 4 novembre 1730, s.d.
Saint-Yves se situait à la transition entre les carrières artistiques du XVIIe siècle, fondée sur l'appui de grands seigneurs, et celles du XVIIIe gravitant autour des institutions mises en place par le Roi et pour son prestige. Saint-Yves parvint ainsi à appartenir à la première catégorie des artistes de Cour, en choisissant le genre de la peinture d'histoire, même si celui-ci déclina avec le siècle, et tomba pour l'essentiel dans l'oubli à partir du XIXe siècle sous l'accusation, justifiée, d'académisme.
Son unique œuvre connue à ce jour tient à la pièce de réception à l'Académie, datant de 1708 : Le Sacrifice de la fille de Jephté, une huile sur toile des collections du Musée des Beaux-Arts de Tours.

## Postérité
Sa postérité tint donc davantage dans l'hétitage qu'il laissa à la famille de son frère, et qui constitua la base de la collection de Charles Léoffroy de Saint-Yves.